# Liste der Naturschutzgebiete im Landkreis Bamberg
Im Landkreis Bamberg gibt es 14 Naturschutzgebiete. Das 1998 eingerichtete flächenmäßig größte Naturschutzgebiet Vogelfreistätte Graureiherkolonie bei Dippach am Main liegt fast vollständig im angrenzenden Landkreis Haßberge und wird daher in dieser Liste nicht mit berücksichtigt. Das größte Naturschutzgebiet in dieser Liste ist das Naturwaldreservat Waldhaus mit Feuchtbereich im Handthalgrund nordwestlich von Ebrach.